# Eukratydes II

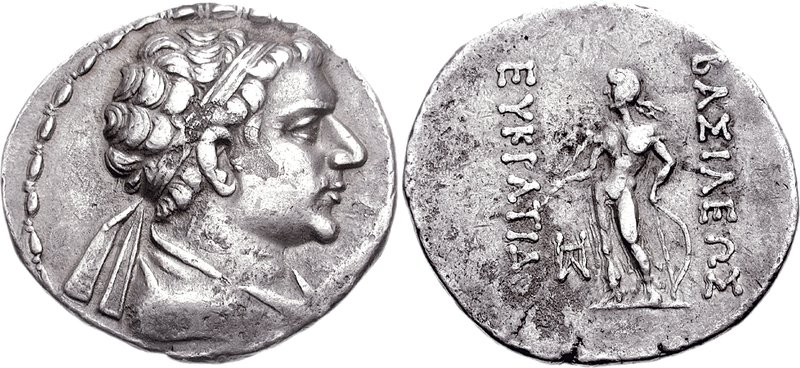
Moneta Eukratydesa II

Eukratydes II (ur. w pierwszej połowie II wieku p.n.e., zm. ok. 140 p.n.e.) – król Baktrii panujący około 145-140 p.n.e. 
Prawdopodobnie syn i następca Eukratydesa I, współrządził z braćmi Helioklesem I i Platonem. Okres jego panowania był okresem schyłkowym dla władzy Greków w Baktrii, jego koniec zbiega się w czasie z podbojem państwa przez koczownicze plemiona Yuezhi.
Monety Eukratydesa były jeszcze przez jakiś czas wybijane w zbarbaryzowanej formie przez zdobywców.